# Bogdan Ungurușan
Bogdan Unguruşan (sinh ngày 20 tháng 2 năm 1983) là một cầu thủ bóng đá người România thi đấu ở vị trí hậu vệ phải cho Botoșani.

## Danh hiệu

### Câu lạc bộ
Pandurii
- Liga I: runner-up 2013